# Heterogene
Heterogene è un album lounge strumentale del cantante italiano Umberto Tozzi uscito nel 2006. L'album è nato dalla collaborazione di Tozzi con altri musicisti (Gaggioli, Logom, Chiatto, Tinti, Ragni).

## Descrizione
L'album è il risultato del laboratorio sperimentale denominato “Heterogene Project”, con cui l'artista abbandona la trentennale esperienza discografica con la Warner, per approdare alla MBO.
Il disco risente dell'influenza dei Buddha Bar parigini, la cui idea è da ricercarsi probabilmente dai soggiorni francesi di Umberto Tozzi e Beppe Tinti. Gli artefici di questo progetto si sono lasciati influenzare da atmosfere di tipo ambient e chillout.

## Tracce
1. Gli altri siamo noi (Bigazzi-Tozzi)
2. Pink (M.Gaggioli - Logom)
3. Heterogene (M.Gaggioli-U.Tozzi-G.Tinti)
4. Like a dreaming (M.Gaggioli-G.Tinti)
5. Rhumbas (M.Gaggioli)
6. Alì (M.Gaggioli - G.Tinti)
7. Les anges (M.Gaggioli-U.Tozzi-G.Tinti)
8. Queen of love (R.Chiatto)
9. Sunday (R.Chiatto-Logom)
10. Naty (U.Tozzi-G.Tinti-M.Gaggioli)
11. Joe (M.Gaggioli-G.Tinti)
12. La Nuit a Montecarlo (M.Gaggioli-U.Tozzi-G.Tinti)
13. David's song (M.Gaggioli-G.Tinti)